# Lupus pernio

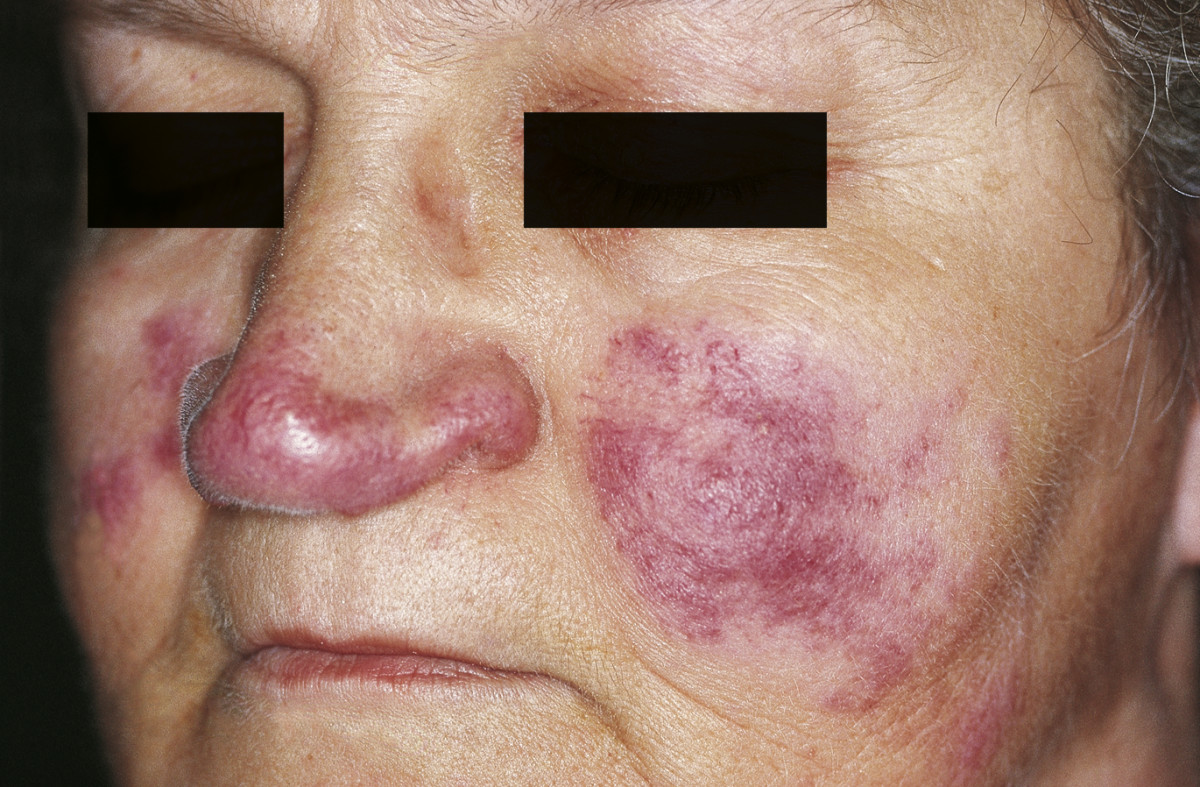
Lupus pernio des joues et du nez

Le lupus pernio est une lésion indurée, chronique de la peau, souvent de couleur violacée. Cette affection est décrite pour la première fois en 1889 par Ernest Besnier. C'est une forme plus fréquente chez les sujets afro-antillais Il a l'aspect d'engelures et peut se situer au niveau des oreilles, des joues, des lèvres, du nez, des mains des doigts ou du front. Il est pathognomonique de la sarcoïdose. Le nom de « lupus pernio » est un terme impropre : au microscope, on retrouve une infiltration granulomateuse mais aucune des caractéristiques d'un lupus. La confirmation histologique peut être obtenue par biopsie de la muqueuse nasale.
Dans leur article, Spiteri et col.signalent, outre l'existence d'autres lésions de sarcoïdose (atteinte intrathoracique, voies respiratoires supérieures, kystes osseux ou lésions oculaires), une destruction fréquente des os du nez. Une atteinte des muqueuses sous-jacentes est possible, voire fréquente (nez, pharynx, larynx).

## Sources
- (en) Cet article est partiellement ou en totalité issu de l’article de Wikipédia en anglais intitulé « Lupus pernio » (voir la liste des auteurs).